# Liběšice (powiat Litomierzyce)
Liběšice – gmina w Czechach, w powiecie Litomierzyce, w kraju usteckim. 1 stycznia 2014 liczyła 1528 mieszkańców.